# Stephen Sondheim Theatre
Stephen Sondheim Theatre, tidigare Henry Miller's Theatre, är en Broadwayteater belägen på 124 West 43rd Street, mellan Broadway och 6th Avenue, i Manhattans teaterdistrikt.

## Produktioner

### Henry Miller's Theatre
- 1919 – La La Lucille
- 1929 – Journey's End
- 1936 – The Country Wife
- 1938 – Our Town
- 1948 – Född igår (Born Yesterday)
- 1953 – Resan till Bountiful (The Trip to Bountiful)
- 1954 – Åklagarens vittne (Witness for the Prosecution)
- 1957 – Under Milk Wood
- 1963 – Enter Laughing
- 1965 – The Subject Was Roses
- 1983 – The Ritz
- 1998 – Cabaret
- 2001 – Urinetown
- 2009 – Bye Bye Birdie
- 2010 – All About Me

### Stephen Sondheim Theatre
- 2010 – The Pee-wee Herman Show
- 2011 – Anything Goes
- 2013 – The Trip to Bountiful [1]